# Věra Weizmannová
Věra Weizmannová (hebrejsky: ורה ויצמן, rodným jménem Věra Kacmanová; 27. listopadu 1881 – 24. září 1966) byla manželka prvního izraelského prezidenta Chajima Weizmanna, první dáma Státu Izrael, lékařka a sionistická aktivistka.

## Biografie
Narodila se v Rostově na Donu v Ruském impériu (dnešní Rusko) a lékařské vzdělání získala v Ženevě ve Švýcarsku. V roce 1906 se vdala za Chajima Weizmanna, se kterým měla později dva syny. V letech 1906 až 1937 žila Weizmannova rodina v britském Manchesteru, kde Chajim Weizmann vyučoval na univerzitě. V roce 1913 získala britskou lékařskou licenci a začala pracovat jako lékařka na klinikách pro kojence a vyvinula pokročilé techniky pro kojeneckou výživu a dohled.
Její mladší syn Michael byl jako pilot britského Královského letectva během druhé světové války sestřelen nad Biskajským zálivem.

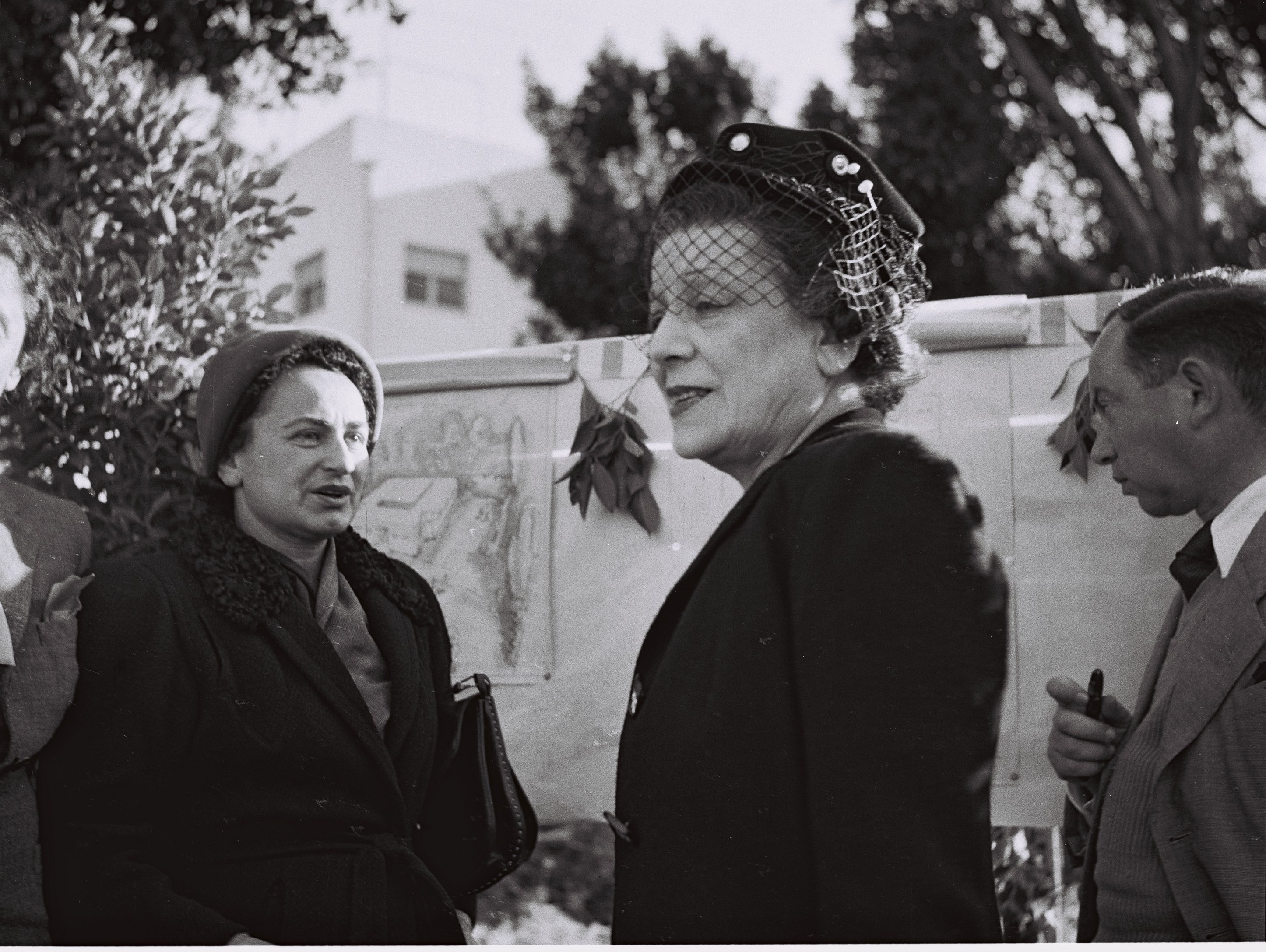
Věra Weizmannová při návštěvě nových jeslí WIZO v Rechovotu

### Dobrovolnictví
V roce 1916 opustila práci dětské lékařky a připojila se ke svému manželovi poté, co byl během první světové války jmenován vědeckým poradcem britské admirality. V roce 1920 se stala jednou ze zakladatelek Mezinárodní ženské sionistické organizace (WIZO) a po čtyřicet let stála společně s Rebecou Sieffovou v jejím čele. Po vypuknutí druhé světové války věnovala veškeré své úsilí Aliji mládeže, což byla organizace, kterou založila v Anglii, a jejíž byla následně v Izraeli čestnou prezidentkou.

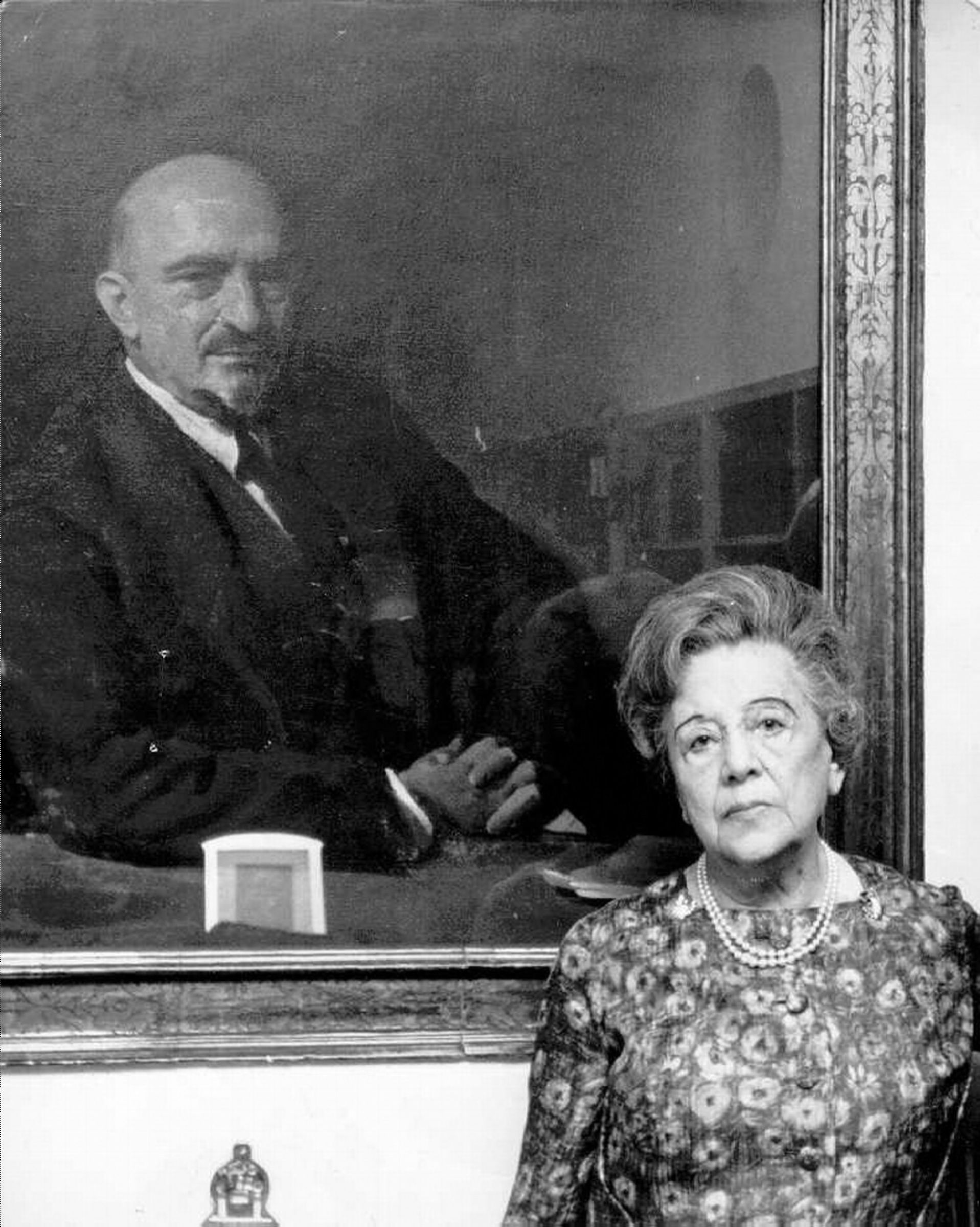
Věra Weizmannová u portrétu svého manžela v domě v Rechovotu

Během izraelské války za nezávislost se zaměřila na léčbu a rehabilitaci raněných vojáků. Bezprostředně po válce založila Společnost handicapovaných veteránů z války za nezávislost a působila jako její prezidentka. Založila též dvě centra pro rehabilitaci zraněných vojáků, a to Bejt Kaj v Nahariji a rehabilitační oddělení v nemocnici Šeba - Tel ha-Šomer.
Kromě své aktivity ve výše uvedených organizacích podporovala řadu dobrovolnických organizací, jako je ILAN, Magen David Adom, jehož byla prezidentkou, a desítky dalších soukromých a státních charitativních organizací.

## Weizmannův dům
Jako izraelská první dáma trvala na své účasti při volbě interiéru domu, který byl pro prezidentský pár budován při Weizmannově institutu (k nelítosti architekta). Veškerý nábytek a umělecká dekorace je originální a většina byla importována ze Spojeného království a Francie.

## Dílo
- The Impossible Takes Longer: The Memoirs of Vera Weizmann